# Zolani Petelo
Zolani Petelo (* 21. September 1975 in Ostkap, Südafrika) ist ein ehemaliger südafrikanischer Boxer im Strohgewicht. 

## Profikarriere
Im Jahre 1993 begann er erfolgreich seine Profikarriere. Am 27. Dezember 1997 boxte er gegen Ratanapol Sor Vorapin um den Weltmeistertitel des Verbandes IBF und gewann durch K. o. Diesen Gürtel verlor er in seiner 6. Titelverteidigung Ende September 2001 an Ricardo López.
Im Jahre 2005 beendete er seine Karriere.